# Vonalkás apróbagoly
A vonalkás apróbagoly (Axylia putris) a rovarok (Insecta) osztályának a lepkék (Lepidoptera) rendjéhez, ezen belül a bagolylepkefélék (Noctuidae) családjához tartozó faj.

## Elterjedése
Közép-, Dél-Európában, Dél-Skandináviában elterjedt. Nagyrészt hiányzik a földközi-tengeri szigeteken (kivéve Korzikát és Szicíliát), Dél-Spanyolországban és Dél-Görögországban.

## Megjelenése
- lepke: szárnyfesztávolsága: 30–40 mm. Az első szárnyak alapszíne fényes sárga, a hátsó felében fehéres színű, sötétbarna a középső felében. Egy fekete vagy barna csík húzódik át az első szárny közepén. A hátsó szárnyak fehéresbarna szélűek. A szárnyak annyira feszesek, hogy a lepke úgy néz ki, mint egy darab fa.
- pete: sárgás színű, kerek és lapos
- hernyó: szürke kis fekete foltokkal, a feje barna, a nyakpajzson három fehér ponttal.
- báb: világosbarna és inkább tömzsi.

## Életmódja
- nemzedék: két egymást átfedő nemzedéke május végétől szeptember elejéig rajzik. A második generáció északon ritka, és ha mégis lenne, akkor hiányos. A földön bábozódik be és a báb telel át.
- hernyók tápnövényei: júniustól októberig különböző lágyszárú növényeket fogyaszt, mint a cukorrépa (Beta), Galium, árpa (Hordeum), Lotus, lucerna (Medicago), Polygonum, sóska (Rumex), rozs (Secale), gyermekláncfű (Taraxacum), lóhere (Trifolium), búza (Triticum), csalán (Urtica), bükköny (Vicia), mezei szulák .

## Fordítás
- Ez a szócikk részben vagy egészben  a   Putris-Erdeule című német Wikipédia-szócikk fordításán alapul.  Az eredeti cikk szerkesztőit annak laptörténete sorolja fel. Ez a jelzés csupán a megfogalmazás eredetét és a szerzői jogokat jelzi, nem szolgál a cikkben szereplő információk forrásmegjelöléseként.